# Wohnhaus Lange Straße 35

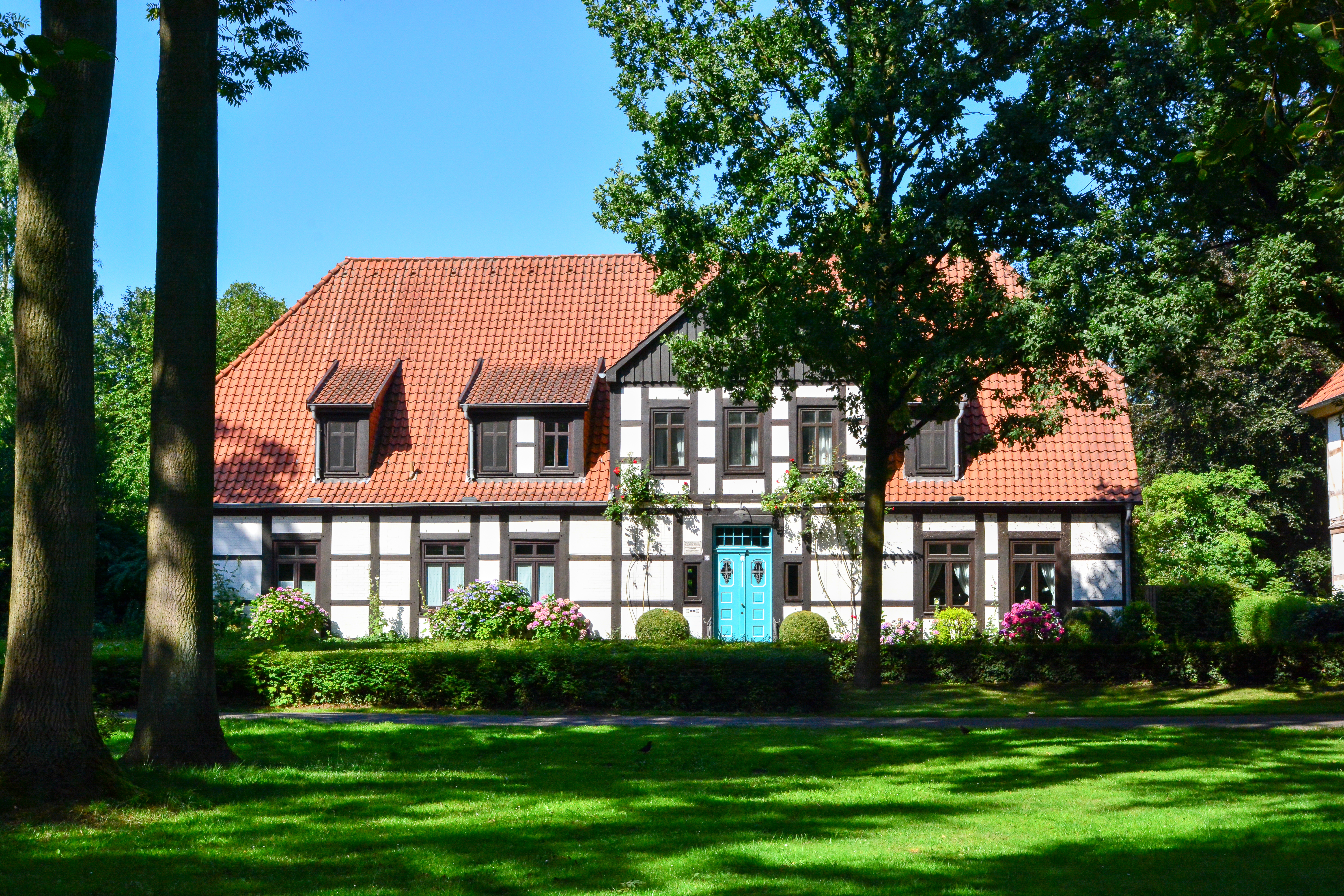

Das Wohnhaus Lange Straße 35 gegenüber vom Schloss in Diepholz stammt aus dem 19. Jahrhundert. Aktuell (2023) wird es als Wohn- und Geschäftshaus genutzt.
Das Gebäude steht unter Denkmalschutz (siehe auch Liste der Baudenkmale in Diepholz).

## Geschichte
Das eingeschossige traufständige klassizistische Gebäude in Fachwerk mit geputzten Ziegelausfachungen und Krüppelwalmdach sowie beidseitig dezentralen markanten Zwerchhäusern mit Satteldächern stammt vom frühen 19. Jahrhundert. Es wurde anfänglich als Wohn- und Wirtschaftsgebäude genutzt.
Das Landesdenkmalamt befand: „… geschichtliche Bedeutung … als großzügiger Ziegelfachwerkbau mit repräsentativem Charakter …“
In dem Haus ist die Juristin Frieda Duensing (1864–1921) geboren, eine Wegbereiterin der Sozialen Arbeit und eine der ersten promovierten Frauen in Deutschland.